# マーワー (ニュージャージー州)
マーワー（Mahwah）は、アメリカ合衆国ニュージャージー州のバーゲン郡にある町（タウンシップ）。人口は2万5487人（2020年）。ニューヨーク都市圏内にあるが、マンハッタンから約50キロメートル離れているため豊かな自然が残っている。町の面積は郡内最大であるがアメリカの自治体としては特に広いわけではない。

## 交通
ニュージャージー・トランジットのマーワー駅からホーボーケン駅行きの列車が利用できる。バスはポート・オーソリティ・バスターミナル行きの便がある。町内を通る幹線道路は州間高速道路287号線である。

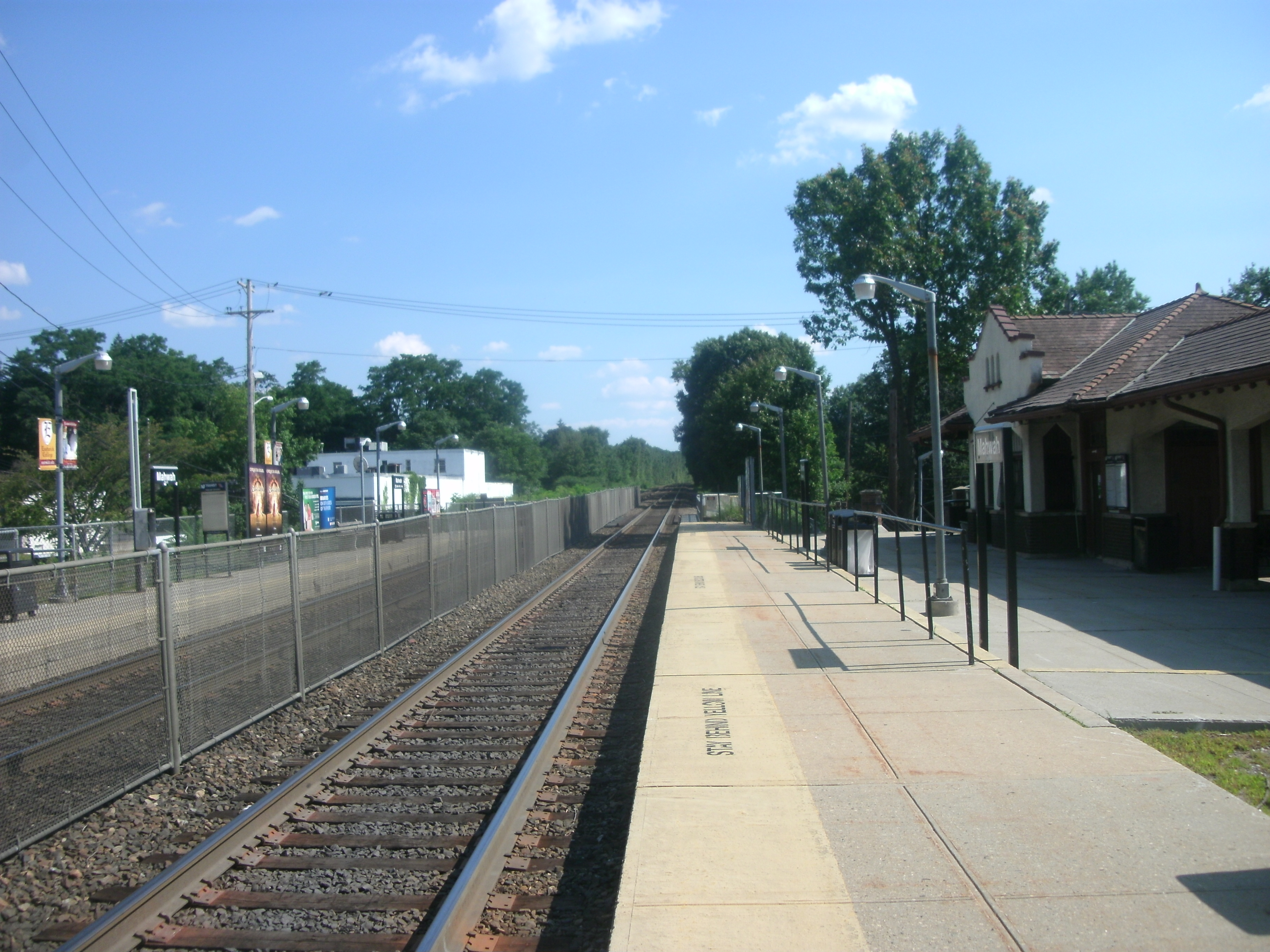
マーワー駅